# 13270 Brittonbounds
13270 Brittonbounds este o planetă minoră (asteroid), cu un diametru de 4,881 km, din centura de asteroizi. A fost descoperită pe 17 august 1998 la Magdalena Ridge Observatory⁠(d) de Lincoln Near-Earth Asteroid Research. 
Obiectul prezintă o orbită caracterizată de o semiaxă mare de 2,8498504 UAi, o excentricitate de 0,04, o înclinație de 2,0401 ° în raport cu ecliptica.